# لیلا آباشیدزه
لیلا آباشیدزه (گرجی: ლეილა აბაშიძე؛ ۱ اوت ۱۹۲۹ – ۸ آوریل ۲۰۱۸) بازیگر، کارگردان فیلم و فیلم‌نامه‌نویس اهل گرجستان بود.
در دوران فعالیت هنری‌اش او را «مری پیکفورد اتحاد جماهیر شوروی» لقب داده بودند و یکی از مشهورترین هنرپیشگان زن گرجستانی محسوب می‌شد.